# Kirche von Hejnum

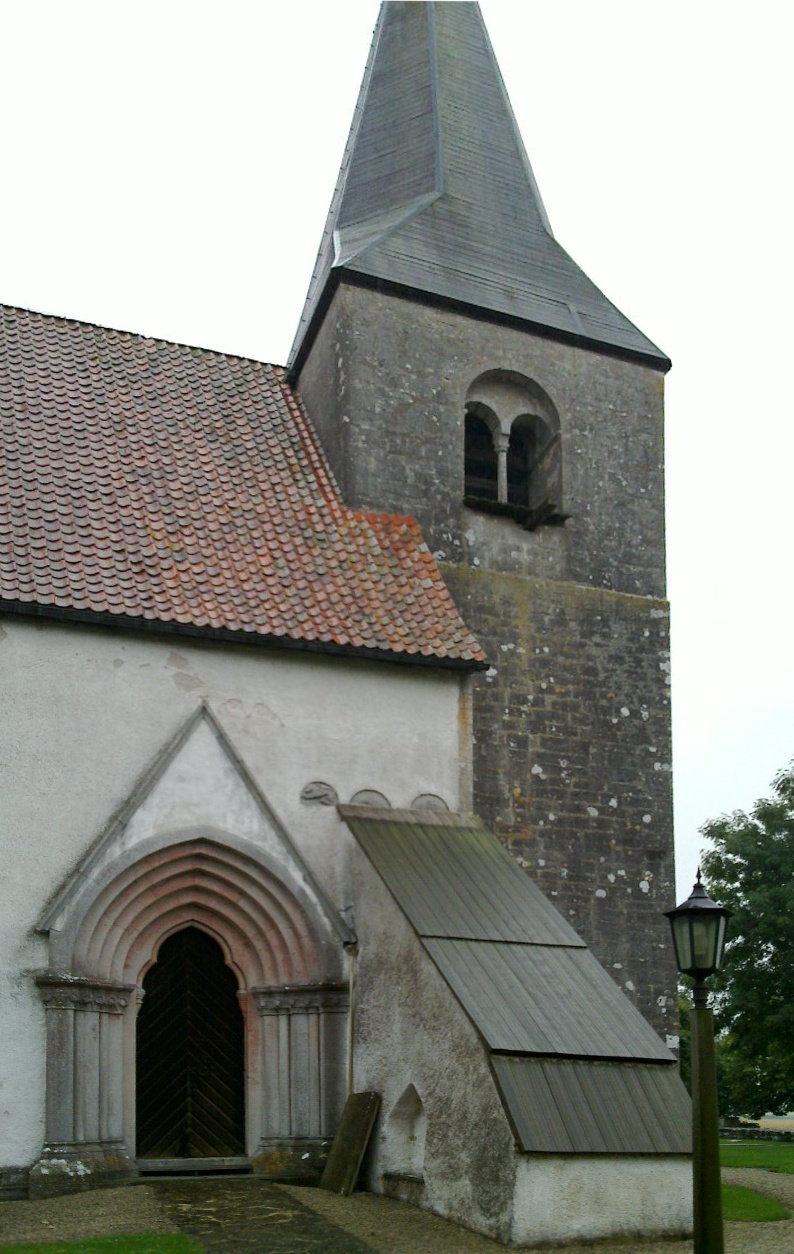
Langhausportal der Kirche von Hejnum

Die Kirche von Hejnum (schwedisch Hejnum kyrka) ist eine Landkirche auf der schwedischen Insel Gotland. Sie gehört zur Kirchengemeinde (schwedisch församling) Väskinde im Bistum Visby.

## Lage
Die Kirche liegt südlich des Sees Tingstädeträsk, 21 km nordöstlich von Visby, 10,5 km südwestlich von Slite und 6 km südlich von Tingstäde.

## Kirchengebäude
Die Kirche wurde im 13. Jahrhundert aus Kalkstein gemauert. Sie besteht aus einem Langhaus mit einem schmaleren, gerade abgeschlossenen Chor im Osten, einem Kirchturm im Westen sowie einer Sakristei auf der Nordseite des Chors. Auf der Nordseite der Kirche befindet sich in der westlichen Ecke ein kräftiger Strebepfeiler. Der Turm, der zu Beginn des 13. Jahrhunderts errichtet wurde, stammt von einer früheren kleineren Apsiskirche von ungefähr 1200, deren Grundmauern man bei einer Grabung im Jahre 1914 angetroffen hat. Das vorhandene Langhaus und der Chor wurden in der Mitte des 13. Jahrhunderts errichtet. Teile des Rundbogenfrieses mit Reliefen aus der alten Kirche wurden – ähnlich wie in der Kirche von Bro – im heutigen Langhaus und Chor eingemauert. Von der älteren Kirche ist auch noch das Langhausportal mit einem Vogelkapitell vorhanden, wenn auch in verändertem Zustand. Oberhalb des Westportals des Turmes nennt eine Runeninschrift den Steinmetzen Botvid. Die Kirche hat weiß verputzte Fassaden und steile Satteldächer, die über dem Langhaus etwas höher als über dem Chor sind. Der Turm mit durch kleine Säulen unterteilten Schallöffnungen wird von einer achtkantigen Turmspitze gekrönt. Das Hauptportal des Langhauses hat eine ungewöhnliche Platzierung auf der Nordseite, als Folge der Lage der Kirche südlich der Landstraße. Die lanzettförmigen Fenster, mit der Dreiergruppe in der Ostwand, sind alle noch ursprünglich. Das Chorportal mit dem durch Ranken verzierten Tympanon wurde wahrscheinlich von Lafrans Botvidarson gebaut, ähnlich wie bei der Kirche von Hellvi. Das Langhaus ist im Inneren durch ein Zeltgewölbe gedeckt. Der Triumphbogen ist schwach spitzbogig geformt. Im Chor und im Langhaus finden sich ornamentale Kalkmalereien von ungefähr 1250 sowie Reste von Malereien aus dem 15. Jahrhundert von dem sogenannten Passionsmeister. Die Kirche wurde 1960 nach einem Vorschlag des Architekten Olle Karth restauriert.

## Ausstattung
- In der Kirche befinden sich zwei Taufsteine. Der ältere ist aus dem 13. Jahrhundert, während der jüngere im Barockstil auf das 17. Jahrhundert datiert wird.
- Ein Kruzifix mit Ringkreuz hängt im Triumphbogen und wird ungefähr auf 1250 datiert.
- Die Altartafel entstand 1738.
- Die Kanzel entstand 1704.
- Die Orgel wurde 1968 von Grönvalls orgelbyggeri gebaut.

## Umgebung
- Runhällen in Hejnum ist eine Runenplatte. Ihre Inschrift lautet: „Gairvat von Norrby’s ruht hier und seine Frau Rudiaud. Tue Gutes und bete für sie. Sie waren, was du jetzt bist, und du wirst sein, was sie jetzt sind.“
- Nordwestlich der Kirche liegt der Hof Riddare mit einem 4,5 m hohen mittelalterlichen Hofportal mit Stufengiebel, der als der schönste der Insel gilt.